# Mesopotamichthys sharpeyi
Mesopotamichthys sharpeyi es una especie de peces de la familia de los
Cyprinidae en el orden de los Cypriniformes.

## Morfología
Los machos pueden llegar alcanzar los 42,7 cm de longitud total y 800 g de peso.

## Hábitat
Es un pez de agua dulce y de clima tropical.

## Distribución geográfica
Se encuentran en Asia: es una especie de pez endémica de las  cuencas de los ríos Tigris y Éufrates.